# 臼井常康
臼井 常康（うすい つねやす、生没年不詳）は、平安時代後期の武士。

## 生涯
千葉常兼の子。常重の弟に当たる。下総国印旛沼の西南・臼井に領地を得て、臼井氏の祖となった。
常康と子の常忠は千葉常胤に従って源義朝を助けた。常忠や孫の盛常らは西国へも出征し、後の鎌倉幕府の創設に貢献した。
戦国時代の臼井景胤は常康の後裔である。